# 계산 모델
계산 모델(model of computation)은 컴퓨터 과학, 특히 계산 가능성 이론과 계산 복잡도 이론에서 주어진 입력에 따라 수학 함수의 출력이 어떻게 계산되는지 설명하는 모델이다. 모델은 계산, 메모리 및 통신 단위가 어떻게 구성되는지 설명한다. 알고리즘의 계산 복잡도는 계산 모델을 통해 측정할 수 있다. 모델을 사용하면 특정 구현 및 특정 기술에 특정한 변형과 관계없이 알고리즘 성능을 연구할 수 있다.

## 모델

### 연속 모델
- 유한 상태 기계
- 푸시다운 자동 기계
- 레지스터 머신
  - 랜덤 접근 기계
- 튜링 기계

### 함수 모델
- 추상 재작성 시스템
- 조합 논리
- Μ-재귀 함수
- 람다 대수

### 동시성 모델
- 행위자 모델
- 세포 자동자
- 논리 회로
- 페트리 네트
- 프로세스 계산

## 같이 보기
- 스택 머신
- 누산기
- 레지스터 머신
- 랜덤 접근 기계
- 추상 기계
- 촘스키 위계
- 튜링 완전